# 가터 (건축)

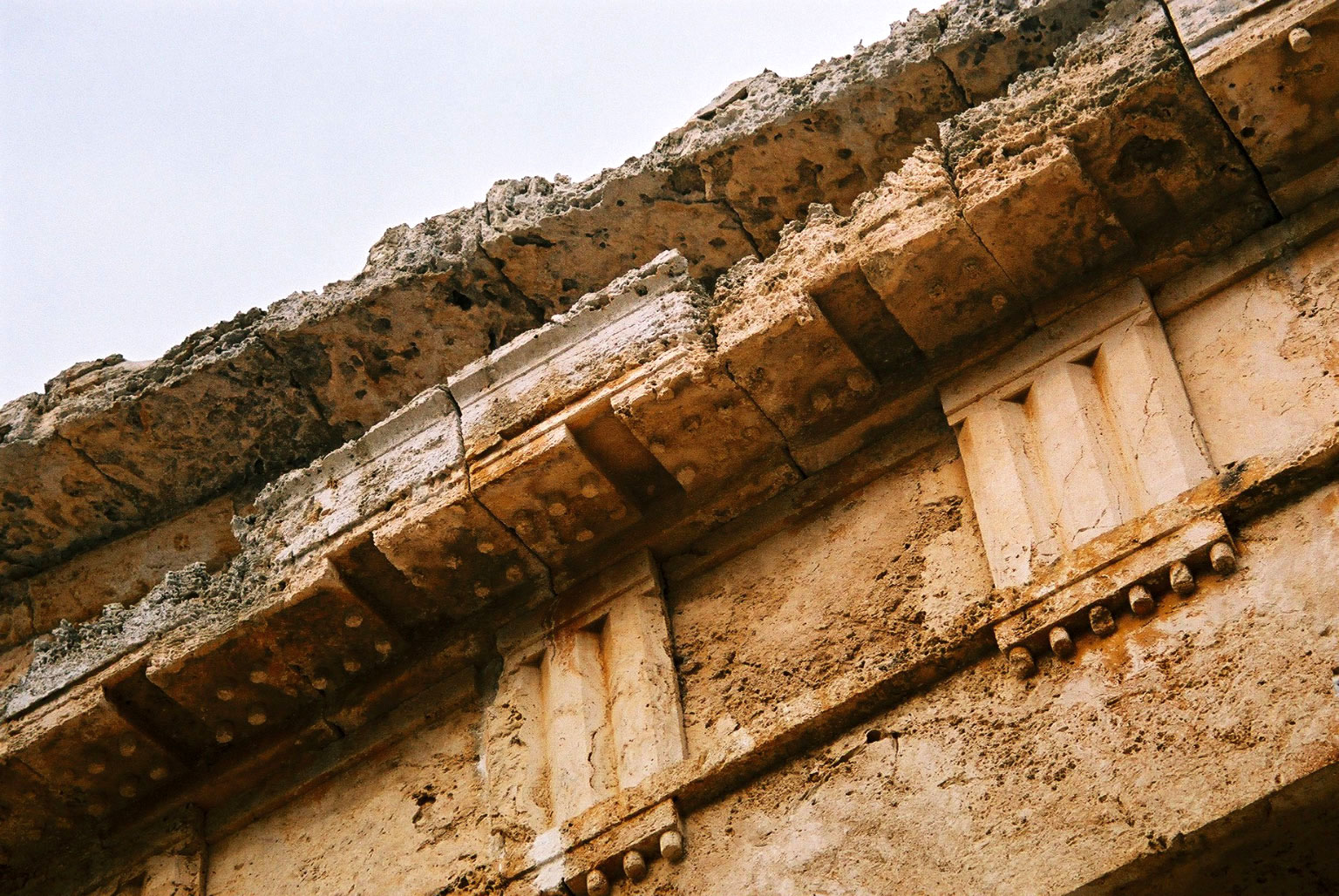
세게스타의 한 사원의 엔타블러처 세부 모습, 트리글리프 아래 6개의 구타가 일렬로 배열되어 레귈라를 형성했다. 그 위의 무튤에도 6개의 가터가 3줄로 배열되어 있다.

가터(라틴어: gutta, "물방울", "점적")는 고전 건축에서 도리스 양식의 아키트레이브 상단 부근에 사용되는 작은 물방울이나 원뿔 또는 사각뿔 모양의 돌출부이다. 복수형으로는 구타에(라틴어: guttae)라고 한다. 아키트레이브 블록의 상단에는 좁은 테니아(필렛) 돌출부 아래로 6개의 가터가 일렬로 배열되어 레귈라(regula)라고 불리는 요소를 형성하고 있는데 이 레귈라는 도리스식 프리즈의 각 트리글리프 아래에 정렬되어 있다. 또한 프리즈 위로 튀어나온 게이손(Geison)의 아랫면에는 무튤(Mutules)이라고 불리는 직사각형 돌출부가 있는데, 하나의 무튤에는 각각 6개의 가터가 3줄로 배열되어 있다. 이러한 무튤은 각각의 트리글리프와 메토프 위에 정렬되어 있다.

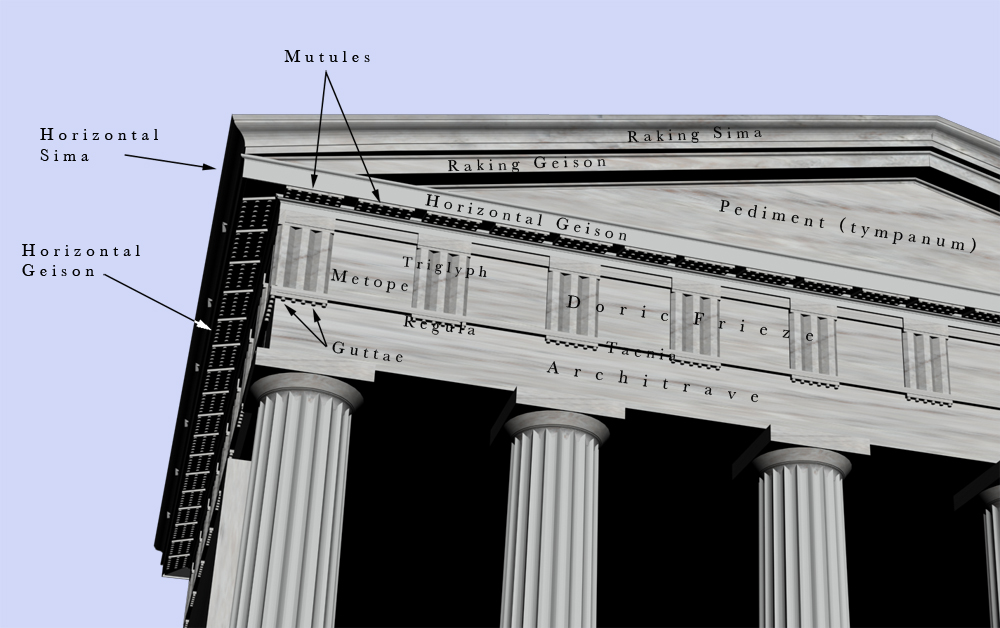
도리스식 엔타블러처 중 각각의 명칭을 나타낸 표식 이미지, 아키트레이브 상단에 테니아(Taenia)와 구타에(Guttae)가 있다.

구타에는 우리에게 익숙한 그리스의 석조 건축물보다 앞선 목조 건축물을 짓는 데 사용된 말뚝을 단순히 스큐어모픽(형태적)으로 표현한 것으로 추정된다. 그러나 건물 끝에서 끝으로 물이 흘러내리기 때문에 빗물을 막아주는 등 어느 정도의 기능이 있는 것으로도 보인다.

## 도리스 양식 외에
고전 건축의 엄격한 전통에 따라, 구타에 세트는 항상 그 위의 트리글리프와 함께 배치되며(그 반대의 경우도 마찬가지임), 이 두 가지 특징은 도리스 양식을 사용하는 엔타블러처에서만 발견된다. 르네상스 이후 건축에서는 이러한 엄격한 관습이 버려지는 경우가 있었으며, 구타에와 트리글리프는 단독으로 또는 함께 장식으로 다소 무작위적으로 사용되기도 했다. 건축가 줄리오 로마노의 초기 작품인 로마의 자니콜로 별장에 있는 도리스식 기둥은 구타에가 있는 좁고 단순화된 엔타블러처를 갖고 있지만 트리글리프는 없다. 미국의 대통령 집무실인 오벌 오피스의 석조 벽난로 양옆에는 이오니아식 기둥이 있으며, 상인방 중앙의 장식용 화환 아래에는 두 세트의 구타에(한 세트에 5개의 가터만 있음)가 있다. 프라하에 있는 바로크 양식의 체르닌 궁전(1660년대)은 아치 상단에 트리글리프와 구타에 장식이 있고, 외관에는 이오니아 양식이 다방면으로 사용됐다.

## 갤러리

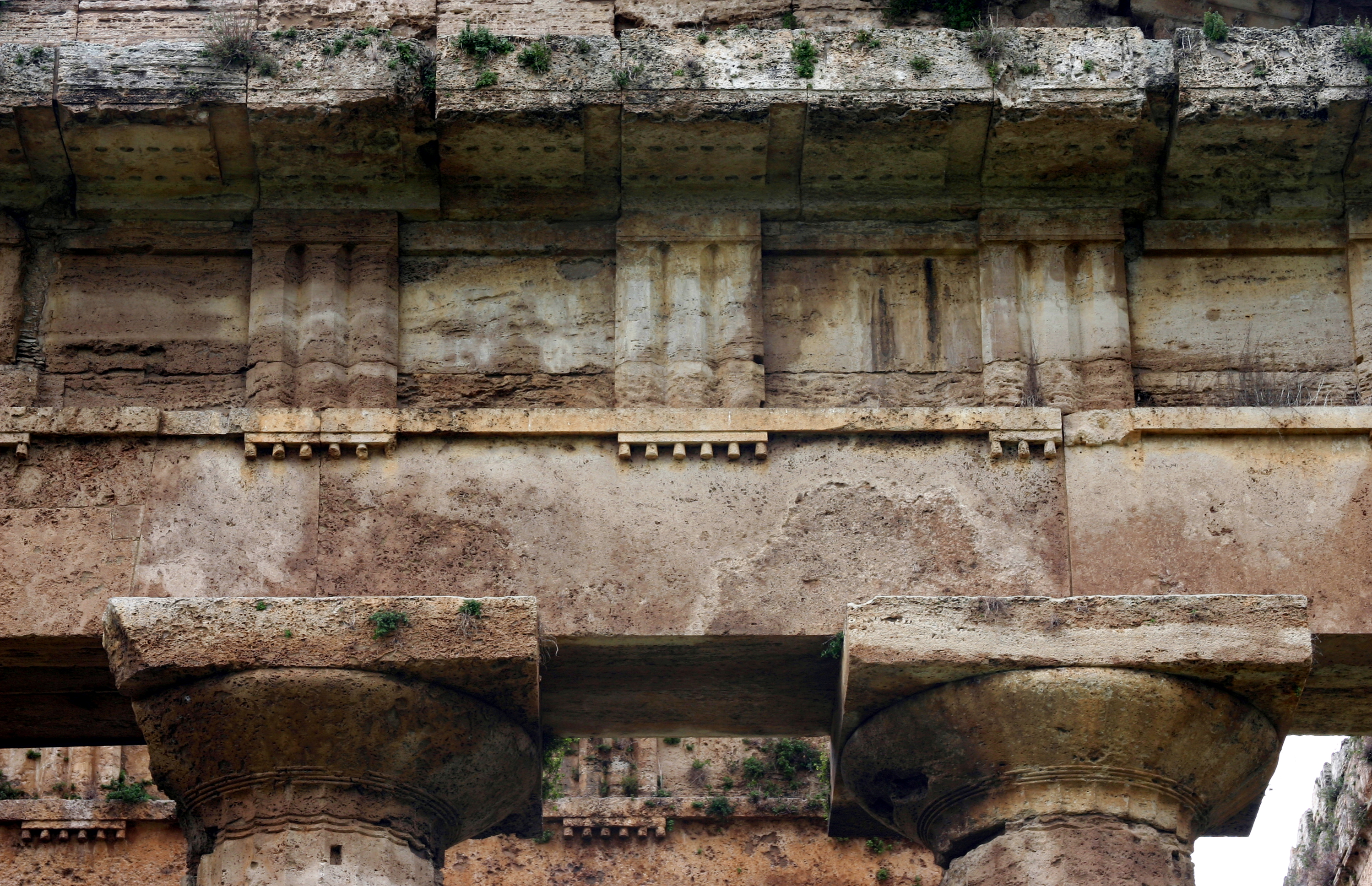
이탈리아 파에스툼의 포세이돈 신전에 있는 트리글리프와 그 밑의 6개의 가터
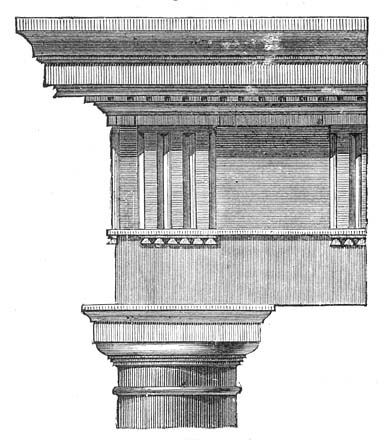
마르켈루스 극장의 로마 도리스식 기둥의 트리글리프 아래에 원뿔 모양의 구타에가 그려져 있다.
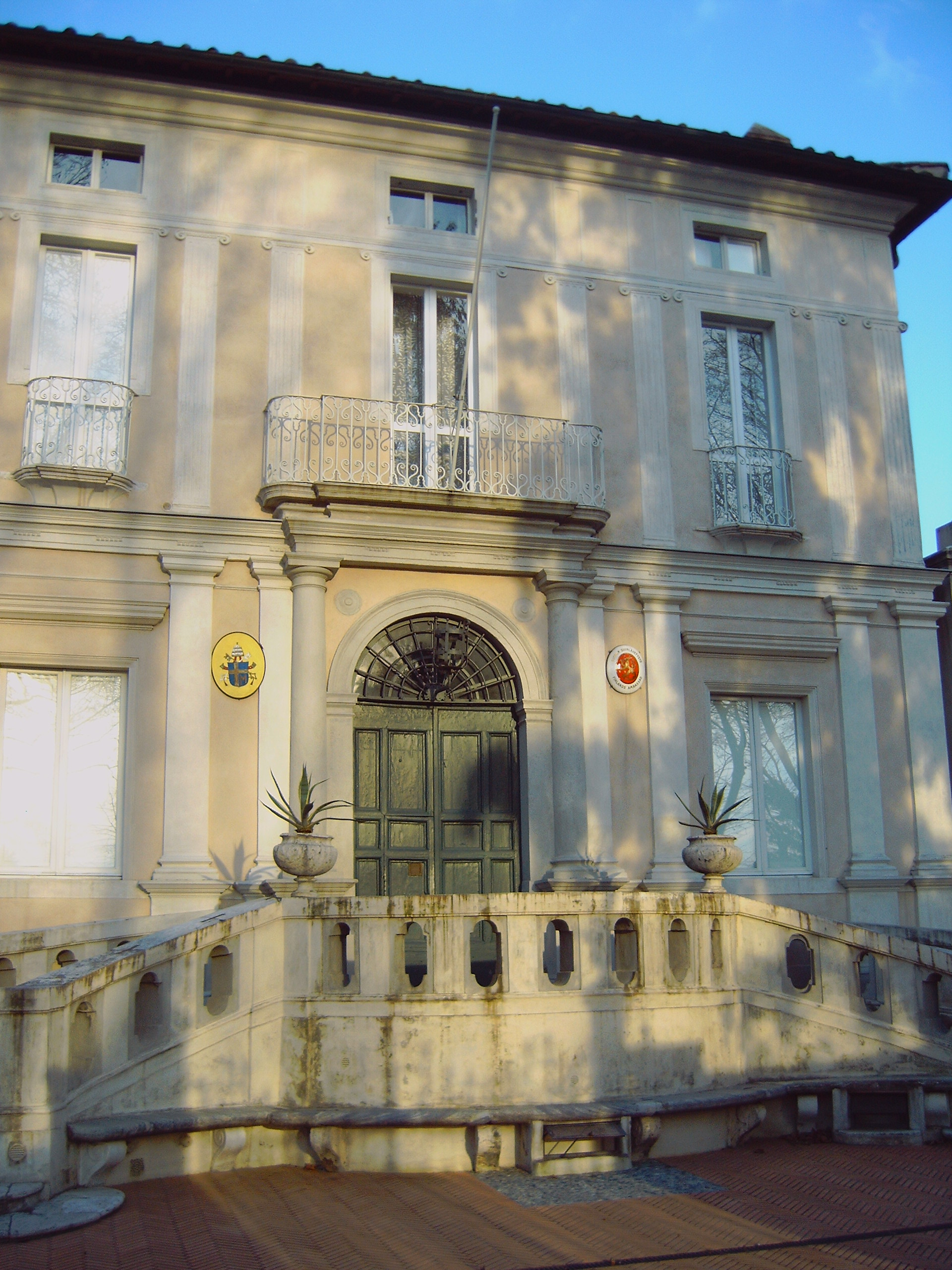
줄리오 로마노의 초기 작품인 로마 자니콜로 별장의 도리스식 기둥에는 트리글리프는 없고 구타에만 있다.
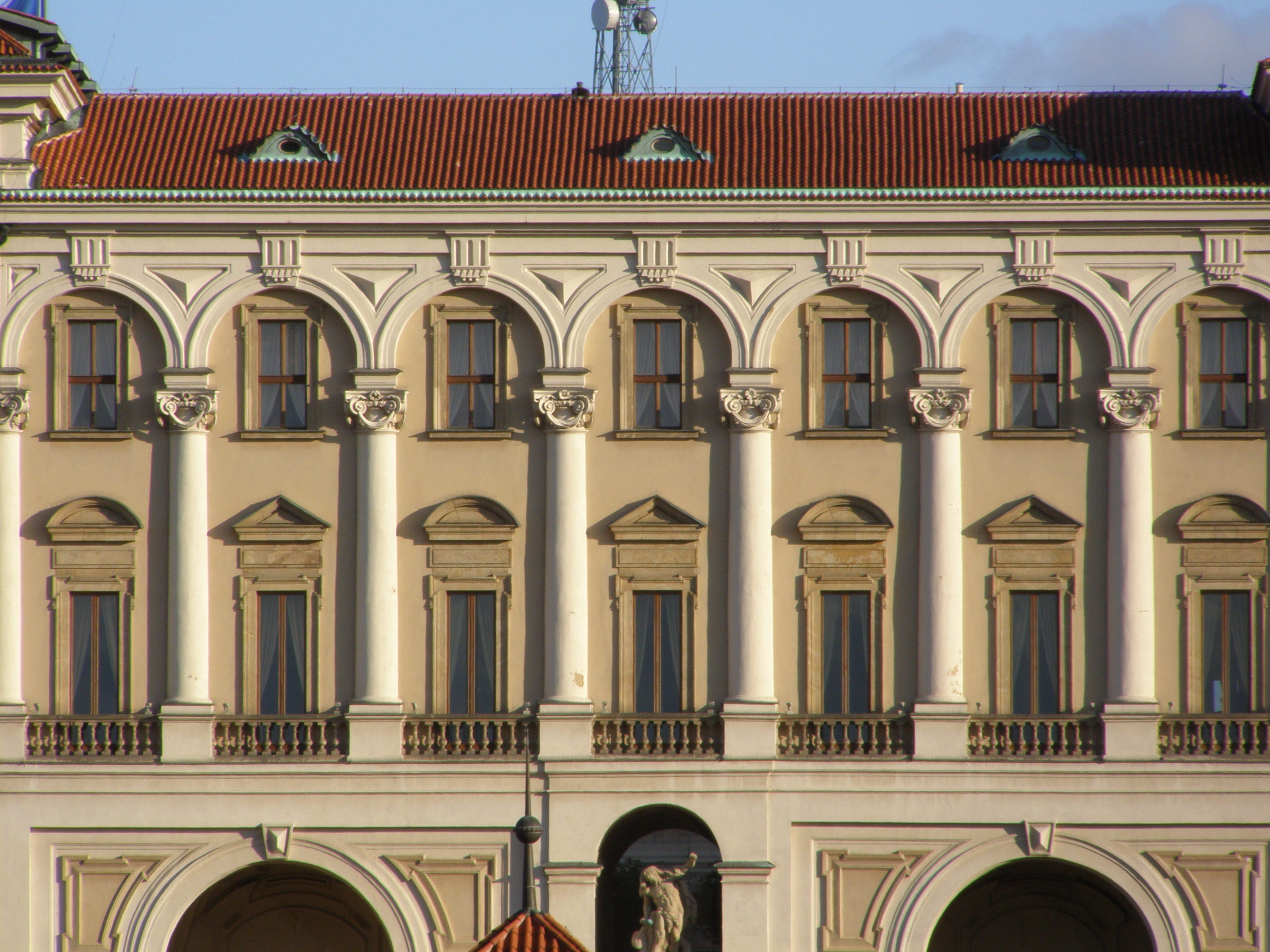
프라하의 체르닌 궁전(1660년대)에는 아치 상단에 트리글리프와 구타에 장식이 있다.
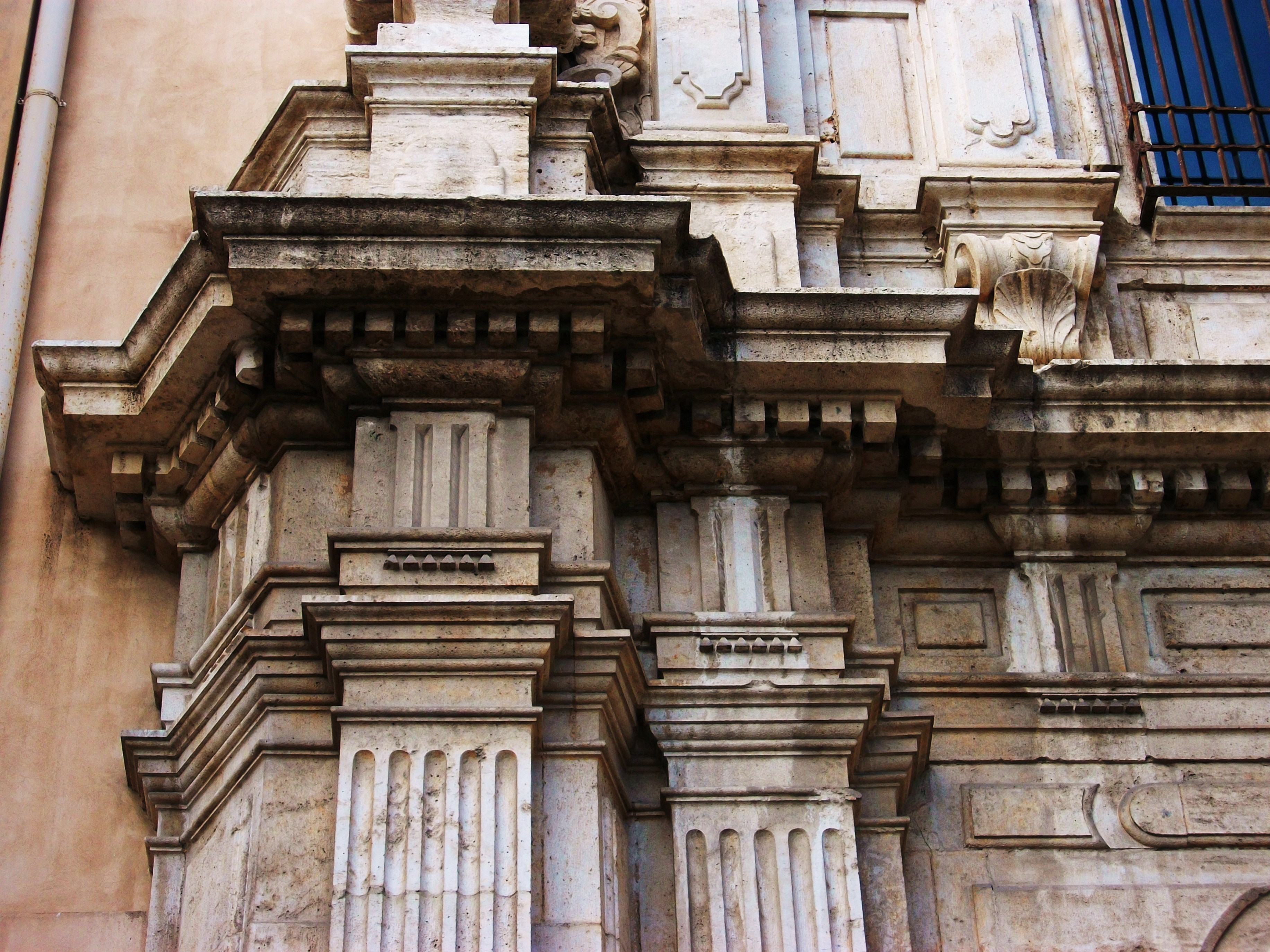
발렌시아 미술관의 덴틸, 트리글리프, 구타에
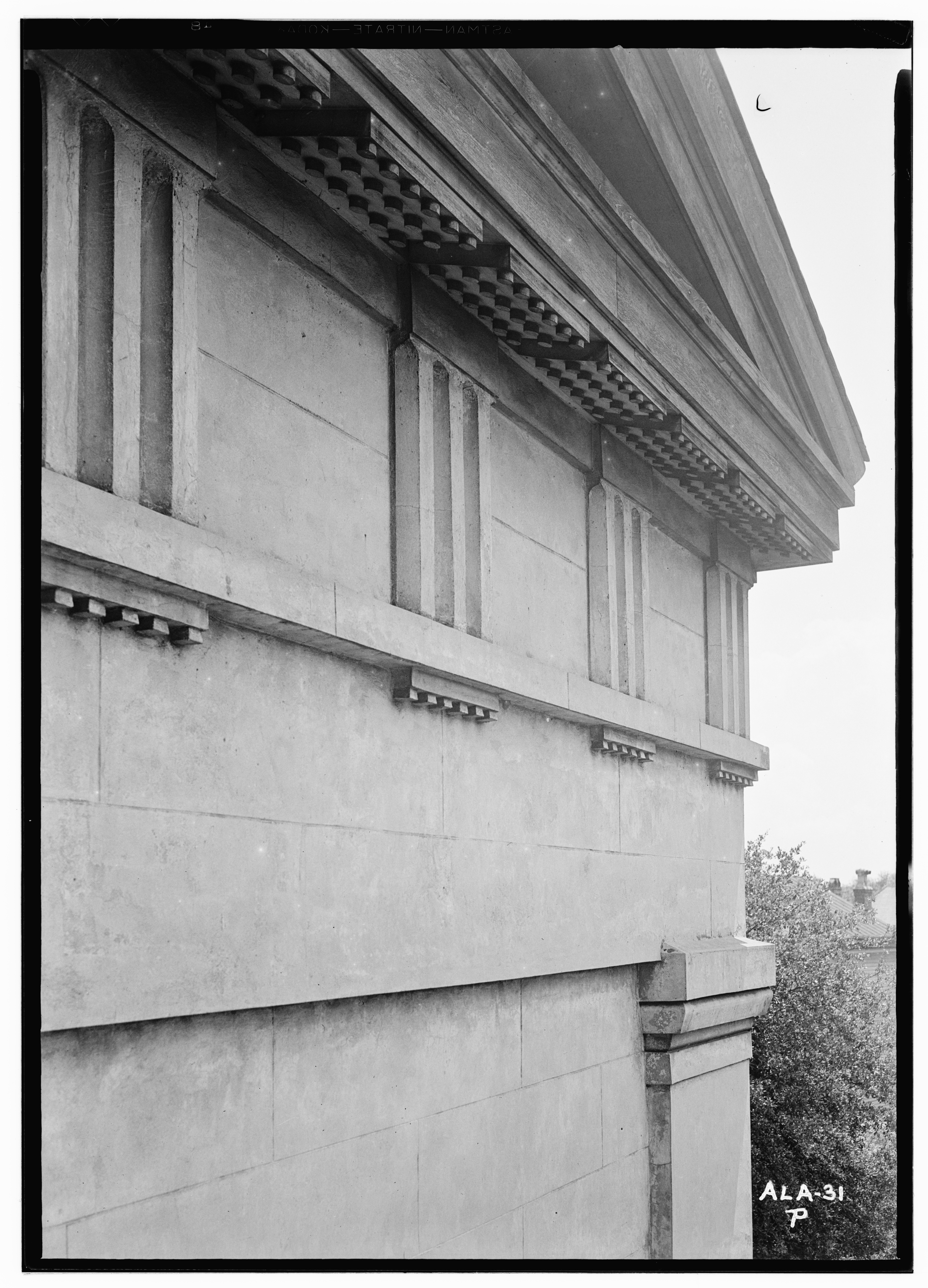
앨라배마주 모빌에 있는 크라이스트처치 대성당의 트리글리프와 필라스터
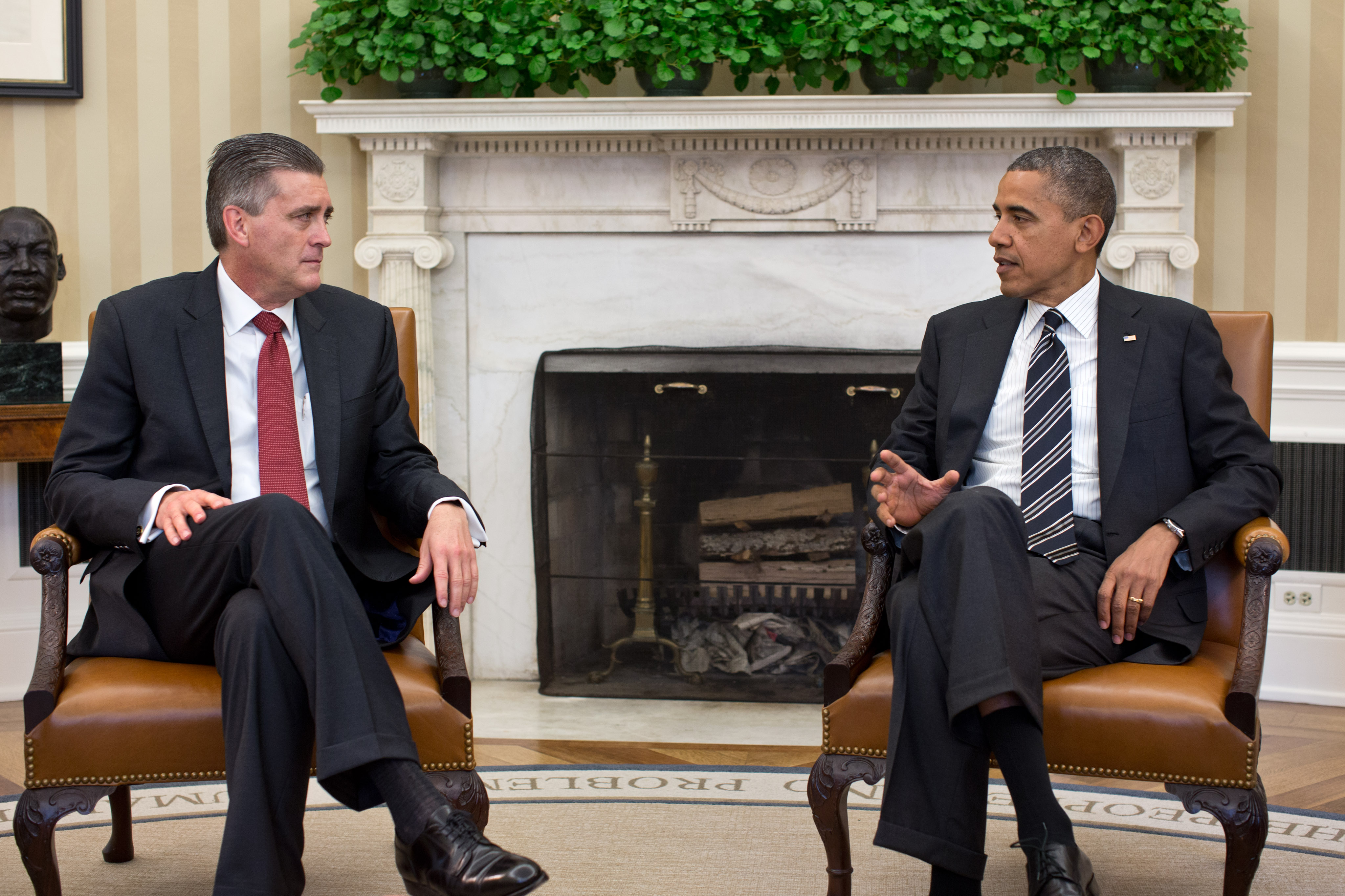
오벌 오피스의 이오니아식 벽난로 중앙에는 5개의 가터가 있다. 집무실에서 담화를 나누고 있는 버락 오바마 대통령과 리차드 G. 올슨 미국 대사